# Diversia Social
Diversia Social (tidigare Darkside) är ett svensk webbplats och community med inriktning på BDSM, fetischism, sexpositivism och kinkykultur.
Diversia Social har funnits sedan årsskiftet 2003/04 och får med sina över 218 000 aktiva medlemmar anses vara Sveriges största BDSM-community. Webbplatsen drivs av medlemmar som har organiserat sig kring olika områden av communityt. Det är bara grundaren som har tillgång till sajtens kärna och sköter myndighetskontakter.